# Bélatacept
Le bélatacept est une molécule utilisée comme médicament immunosuppresseur. 

## Mode d'action
Il s'agit d'une protéine de fusion soluble formée de CTLA-4 et du fragment constant d’une Immunoglobuline G. Il se fixe sur le CD80 et le CD86. Sa structure est ainsi très proche de celle de l'abatacept. 

## Efficacité
Chez les patients porteurs d'une greffe de rein, le bélatacept protège mieux la fonction rénale que la cyclosporine tout en ayant une activité anti-rejet équivalente, et ce, avec un recul atteignant plusieurs années.